# Down To Street
『Down To Street』（ダウン・トゥ・ストリート）は、ゴスペラーズのインディーズ時代のミニアルバム。1994年8月15日に発売された。販売元はファイルレコード。

## 概要
メンバー編成は現メンバーである黒沢薫と村上てつやの他、2人の別メンバーがジャケットに写っている。ただし、本作のリメイク盤のDOWN TO STREET REMAKEでは、メンバー表記は5人（もう一人、現メンバーとは異なる別のメンバーが在籍）。歌詞カードは特徴的で、メンバーの口元から歌詞が飛び出しているような表記になっている。

## 収録曲
1. Gospellers' Theme (2:24)
  - Lyrics&Music: Tetsuya Murakami

アカペラ曲。このアルバムとしてのイントロの働きもある。
2. Something in my soul (3:56)
  - Lyrics: Eriko Kyo/Music: Tetsuya Murakami/Programming: Toru Takeuchi

メジャーデビュー時のミックスとは異なっている。
3. City Beat (3:05)
  - Lyrics&Music: Hideyuki Uchigasaki/Programming: Yasushi Kurobane

元メンバーである内の誰かがリードを担う。
メジャーデビュー後のCDに収録されていない3曲の中で、現在もライブ等で歌われることがあり、その場合は安岡がリードを担う。
4. Promise (5:03)
  - Lyrics: Seiko Kondoh/Music: Mitsuhiro Suzuki/Programming: Yasushi Kurobane

メジャー・デビュー版と違いイントロにピアノの前奏が入り、アウトロもメンバーのハーモニーで終わる。
5. いとしくて (2:42)
  - Lyrics&Music: Hideyuki Uchigasaki

アカペラ曲。